# يوم السيادة الوطنية ويوم الطفل (تركيا)
يوم السيادة الوطنية ويوم الطفل (التركية: Ulusal Egemenlik ve Çocuk Bayramı) هو يوم عطلة رسمية في تركيا بمناسبة تأسيس الجمعية الوطنية الكبرى لتركيا، في 23 أبريل 1920. كما يتم الاحتفال به أيضًا في شمال قبرص.

## خلفية
23 أبريل هو اليوم الذي تأسس فيه مجلس الأمة التركي الكبير في عام 1920. أدان المجلس الوطني حكومة السلطان العثماني محمد السادس وأعلن دستور مؤقت.  خلال حرب الاستقلال، اجتمعت الجمعية الوطنية الكبرى في أنقرة ووضعت أسس جمهورية جديدة مستقلة وعلمانية وحديثة من رماد الإمبراطورية العثمانية. بعد هزيمة قوات الحلفاء الغازية في 9 سبتمبر 1922 وتوقيع معاهدة لوزان في 24 يوليو 1923، بدأت الحكومة التركية مهمة إنشاء مؤسسات الدولة. تم إعلان يوم 23 أبريل "يوم السيادة الوطنية" في 2 مايو 1921. ومنذ عام 1927 تم الاحتفال بهذه العطلة أيضًا باسم يوم الطفل. وبذلك أصبحت تركيا أول دولة تعلن رسميًا يوم الطفل عطلة وطنية. عام 1981 تم تسمية العطلة رسميًا باسم "يوم السيادة الوطنية ويوم الطفل".

## الدول التي يتم الاحتفال بها
يتم الاحتفال بيوم 23 أبريل باعتباره يوم السيادة الوطنية ويوم الطفل في تركيا وشمال قبرص. يستخدم الأتراك الكوسوفيون في جمهورية كوسوفو هذا اليوم باعتباره "يوم الأتراك الكوسوفيين".  بعد أن أعلنت كوسوفو استقلالها عام 2008، سمحت الحكومة لجميع العرقيات في البلاد باختيار يوم والاحتفال به لمجموعاتهم العرقية وتم اختيار يوم 23 أبريل للأتراك الكوسوفيين. منذ 23 أبريل 2009، أصبح هذا اليوم عطلة وطنية. 

## الفعاليات
على غرار الأحداث الأخرى التي تقام في شهر أبريل، غالبًا ما تقام احتفالات يوم الطفل في الهواء الطلق. وتشارك المدارس في احتفالات تستمر لمدة أسبوع وتتميز بعروض في جميع المجالات في ملاعب كبيرة يشاهدها الأمة بأكملها. يقوم الطلاب بتزيين فصولهم الدراسية بالأعلام والبالونات والحلي المصنوعة يدويًا. يزور الأطفال والسياسيون ضريح أنيتكابير كل عام. ومن بين أنشطة هذا اليوم، قيام الأطفال بإرسال ممثليهم ليحلوا محل المسؤولين في الدولة وكبار الموظفين المدنيين في مكاتبهم. يقوم الرئيس ووزراء الحكومة والمحافظون الإقليميون ورؤساء البلديات بتسليم مناصبهم لممثلي الأطفال في ممارسة احتفالية بحتة. في هذا اليوم، يحل الأطفال أيضًا محل البرلمانيين في الجمعية الوطنية الكبرى ويعقدون جلسة خاصة احتفالية لمناقشة الأمور المتعلقة بقضايا الأطفال.

### اليونسكو 1979
بعد أن أعلنت اليونسكو عام 1979 عام دولي للطفل، نظمت مؤسسة الإذاعة والتلفزيون التركية أول مهرجان دولي للأطفال في 23 أبريل.  شاركت خمس دول في هذا العيد الأول. ومع مرور السنين، ازداد هذا العدد بشكل مطرد، مما أدى إلى قدوم أطفال من حوالي 50 دولة إلى تركيا في احتفال رسمي كل عام للمشاركة في المهرجان. خلال هذا الوقت، يبقى الأطفال مع عائلات تركية ويتفاعلون مع الأطفال الأتراك ويتعلمون عن بلدان وثقافات بعضهم البعض. وتشارك مجموعات الأطفال الأجانب أيضًا في الجلسة الاحتفالية للجمعية الوطنية الكبرى.

## معرض الصور

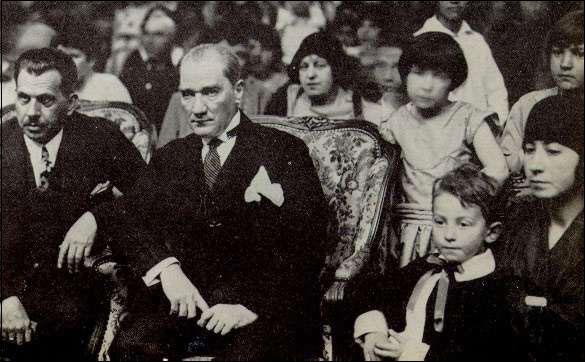
مصطفى كمال أتاتورك (في الوسط) في أنقرة في "يوم السيادة الوطنية"، وهو اليوم "يوم السيادة الوطنية ويوم الطفل" (1929)
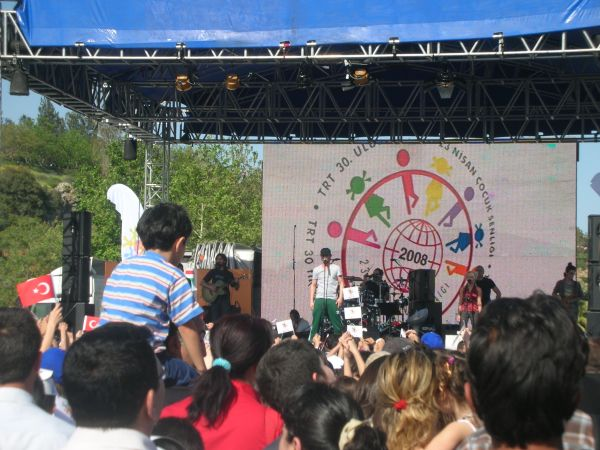
مراد بوز يؤدي على خشبة المسرح كجزء من مهرجان الأطفال الدولي الذي تبثه قناة تي آر تي في 23 أبريل (2008)
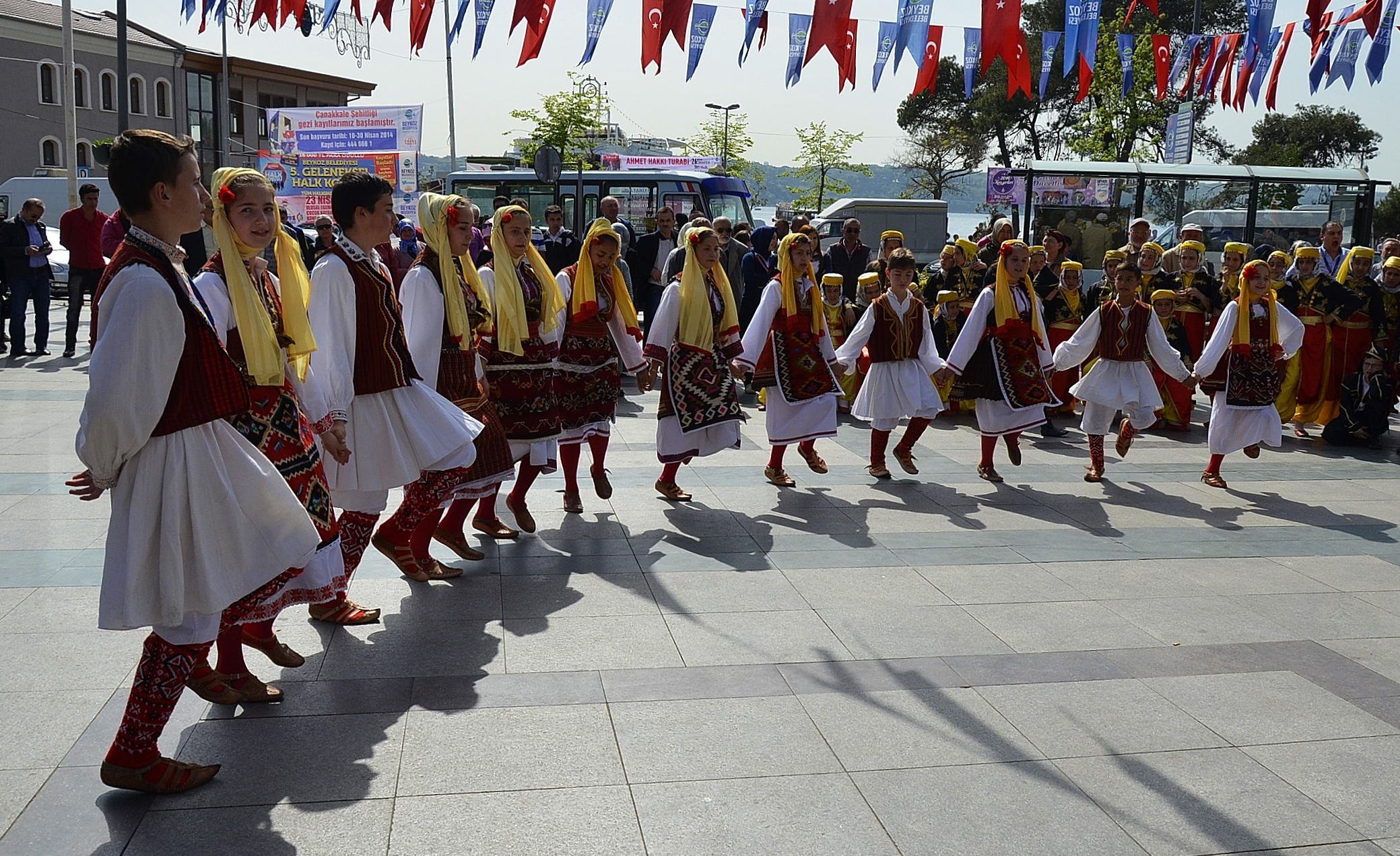
أطفال من شمال مقدونيا يؤدون رقصة شعبية في أحد شوارع إسطنبول (2014)